# Dejan Bodiroga
Dejan Bodiroga (serbisch-kyrillisch Дејан Бодирога; * 2. März 1973 in Zrenjanin, SR Serbien) ist ein serbischer Basketballfunktionär und ehemaliger -spieler.
Mit seinen Vereinen und mit der Nationalmannschaft gewann er insgesamt fast 20 Titel. Er wurde zweimal Welt- sowie dreimal Europameister. Bodiroga gilt als einer der besten Spieler in der Geschichte des europäischen Basketballsports.
Im September 2022 wurde er Präsident und Direktor der EuroLeague.

## Werdegang

### Spieler
Dejan Bodiroga, der herzegowinischer Abstammung ist, wuchs in Klek nahe Zrenjanin auf. Er begann seine Karriere 1984 bei BC Mašinac im damaligen Jugoslawien. 1985 wechselte er zu Proleter Zrenjanin, wo er mit nur 13 Jahren den Sprung in die erste Mannschaft schaffte. Krešimir Ćosić, der damalige Sportliche Leiter von KK Zadar, sah Bodiroga bei einem Jugendspiel und überzeugte ihn 1989 zum Wechsel nach Zadar, wo Bodiroga seinen ersten Profivertrag erhielt.
Aufgrund der sich veränderten politischen Lage bemühte sich Ćosić 1991 darum, den Serben Bodiroga bei einem Verein außerhalb Kroatiens unterzubringen. Er überzeugte Bogdan Tanjević, Trainer des italienischen Erstligavereins Stefanel Triest, den in Zadar bereits zum Stamm zählenden Bodiroga unter Vertrag zu nehmen. Da in Italien seinerzeit nur zwei ausländische Spieler je Mannschaft zugelassen waren, zögerte Tanjević, erkannte aber schnell Bodirogas Veranlagung. Zadar gab Bodiroga zunächst nicht frei, in der Saison 1991/92 nahm er in Triest am Trainingsbetrieb teil, kam in Spielen aber nicht zum Einsatz. In der Saison 1992/93 hinterließ er in der Serie A bereits große Spuren, insbesondere durch seine Leistung im Spiel gegen Reggio Calabria, als ihm 51 Punkte, 13 Rebounds sowie sechs Korbvorlagen gelangen. Sein erstes Spieljahr in Italien (1992/93) schloss er mit einem Punkteschnitt von 21,2 je Begegnung ab. 1994 erreichte er mit Triest die Endspiele im europäischen Vereinswettbewerb Korać-Cup und verlor beide im März 1994 gegen PAOK Thessaloniki.
Zum Spieljahr 1994/95 wechselte er zum Ligakonkurrenten Olimpia Milano und errang 1996 die italienische Meisterschaft sowie den Sieg im Pokalwettbewerb. 1994 und 1995 stand er mit Mailand jeweils in den Korać-Cup-Endspielen, zum Gewinn des Wettbewerbs reichte es in beiden Fällen nicht.
Beim NBA-Draftverfahren 1995 wurde Bodiroga von den Sacramento Kings an 51. Stelle ausgewählt, entschied sich allerdings auch später zum Verbleib in Europa, obwohl Sacramento mehrmals versuchte, ihn in die NBA zu holen. Er wechselte 1996 in die spanische Liga ACB zu Real Madrid, betreut von Trainer Željko Obradović. Er gewann mit der Mannschaft 1997 den Saporta Cup, in der Saison 1997/98, in der er im Schnitt 18,9 Punkte, 6,2 Rebounds und 3,3 Korbvorlagen je Begegnung erzielte, wurde Bodiroga als bester Spieler der Liga ACB ausgezeichnet.
1998 wechselte Bodiroga schließlich zu Panathinaikos Athen nach Griechenland, wo er einen Vierjahresvertrag erhielt und zu einem der bestbezahlten Basketballspieler Europas wurde. Bei Panathinaikos hatte der 2,05 m große Small Forward, der oft auch auf der Position des Shooting Guard zum Einsatz kam, seine sportlich erfolgreichste Zeit und gewann neben drei griechischen Meisterschaften (1999, 2000, 2001) auch den Europapokal der Landesmeister (2000) sowie die EuroLeague (2002). Im Halbfinale der EuroLeague 2002 erzielte er 26 Punkte, im Endspiel waren es 21, Bodiroga wurde als bester Spieler des Schlussturniers ausgezeichnet. In Athen arbeitete er wieder mit Obradović zusammen.
2002 verließ Bodiroga Athen, Svetislav Pešić holte ihn zum FC Barcelona. Neben zwei Meisterschaften (2003, 2004) und einem Pokalsieg (2003) gewann Bodiroga 2003 erneut die Euroleague und war im Endspiel gegen Treviso mit 20 Punkten der beste Korbschütze der Begegnung. 2004 wechselte Bodiroga wieder nach Italien zu Virtus Lottomatica Rom, wo er im Juni 2007 seine Spielerlaufbahn beendete. Anlässlich des Endes seiner Spielerlaufbahn gab er bekannt, künftig als Funktionär, aber nicht als Trainer arbeiten zu wollen. 2008 wurde Bodiroga als einer der 50 bedeutendsten Akteure in der Geschichte der EuroLeague ausgezeichnet.

#### Nationalmannschaft
Mit der jugoslawischen Auswahl nahm er 1990 an der Junioreneuropa- sowie 1991 an der Juniorenweltmeisterschaft teil. Er galt als aussichtsreicher Anwärter auf einen Platz im Aufgebot für die Olympischen Sommerspiele 1992, allerdings wurde die jugoslawische Mannschaft wegen des Krieges ausgeschlossen. 1995 wurde er mit Jugoslawien unter Trainer Dušan Ivković Europameister, bei Olympia 1996 gewann Bodiroga Silber, er unterlag mit seiner Mannschaft im Endspiel den gastgebenden US-Amerikanern deutlich. Trainer der Auswahl war Željko Obradović, unter dessen Leitung als Nationaltrainer Bodiroga ebenfalls 1997 Europa- und 1998 Weltmeister wurde. Im EM-Endspiel 1997 war er mit 14 Punkten bester Korbschütze der Jugoslawen, die WM 1998 wurde von Bodiroga geprägt: Er war mit einem Schnitt von 14,7 Punkten mannschaftsintern führend, überragte beim Halbfinalsieg über Gastgeber Griechenland mit 31 Punkten, war auch im Endspiel mit 11 Punkten entscheidend am Sieg beteiligt und wurde als bester Spieler der WM ausgezeichnet. Nach Bronze bei der EM 1999 gewann Bodiroga mit Jugoslawien 2001 wieder die Europameisterschaft (18 Punkte im Endspiel), 2002 dann erneut die Weltmeisterschaft, Nationaltrainer war bei beiden Turnieren Svetislav Pešić. Die Entscheidung im WM-Endspiel 2002 fiel in der Verlängerung, Bodiroga trug 27 Punkte zum Sieg gegen Argentinien bei. Die letzten beiden großen internationalen Wettbewerbe, an denen er teilnahm, verliefen enttäuschend: Bei den Olympischen Spielen 2004 wurde er mit Serbien und Montenegro Elfter, bei der EM 2005 verpasste man den Viertelfinaleinzug.

### Funktionär
Von 2007 bis 2009 war Bodiroga Technischer Direktor von Lottomatica Rom. Zwischen 2011 und 2015 hatte er beim serbischen Basketballverband das Amt des stellvertretenden Vorsitzenden inne. Ab 2014 gehörte Bodiroga als Vertreter des serbischen Verbandes auch dem Rat des Kontinentalverbands FIBA Europa an und saß ab Juni 2014 dem Wettbewerbsausschuss desselben Verbandes vor.
Mitte September 2022 wurde er Präsident und Direktor der EuroLeague.

## Erfolge
- Italienischer Meister: 1996
- Griechischer Meister: 1999, 2000, 2001
- Spanischer Meister: 2003, 2004
- Spanischer Pokalsieger: 2003
- Spanischer Supercup: 2004
- Europapokal der Landesmeister: 2000
- EuroLeague: 2002, 2003
- Saporta Cup: 1997
- Europameister: 1995, 1997, 2001
- Weltmeister: 1998, 2002
- Silbermedaille Olympia: 1996
- Bronzemedaille Europameisterschaft: 1999

## Auszeichnungen
- Sportler des Jahres (Jugoslawien): 1998
- MVP der spanischen Liga: 1998
- MVP der griechischen Liga: 1999
- MVP des griechischen All Star Game: 2000
- MVP der Top 16 der Euroleague: 2002
- MVP des Euroleague Final Four: 2002, 2003
- All-Euroleague 1st Team: 2002, 2003, 2004
- MVP des spanischen Pokals: 2003
- MVP der spanischen Finalserie: 2004
- All-Star First Team bei der EM: 2001
- All-Star Second Team bei einer EM: 1997, 1999
- „EuroLeague’s 50 Greatest Contributors“: 2008
- Teilnahmen am italienischen All Star Game: 1994, 1996
- Teilnahmen am spanischen All Star Game: 1997, 1998, 2003
- Teilnahmen am griechischen All Star Game: 2001, 2002, 2003
- Teilnahmen an Europameisterschaften: 1995, 1997, 1999, 2001
- Teilnahme an Weltmeisterschaften: 1998, 2002
- Teilnahme an Olympischen Spielen: 1996, 2004

## Spielweise
Bodirogas Stärken lagen in der Ballbeherrschung, im Spielverständnis und in seiner Vielseitigkeit. Er strahlte außerhalb und innerhalb des Dreipunktebereiches Korbgefahr aus, nutzte oft Wurf-, Pass und Körpertäuschungen sowie Richtungswechsel, um an Gegenspielern vorbeizukommen und Korbwürfe anzubringen. Bodiroga war für seine Bereitschaft bekannt, in entscheidenden Augenblick eines Spiels die Verantwortung an sich zu reißen. Zu einem seiner Markenzeichen wurde eine Schrittfolge mit gleichzeitigem Hand- und Richtungswechsel, die während seiner Zeit in Spanien unmittelbar mit seinem Namen verbunden wurde und die die Bezeichnung „el latigo“ (deutsch: Die Peitsche) erhielt.
Als Schwachpunkt galt seine Athletik, aufgrund seiner Körpergröße war er in der Lage, in der Verteidigung gegen Spieler unterschiedlicher Positionen anzutreten. Seine Verteidigungsleistungen wurden insgesamt als gut, aber nicht herausragend eingeschätzt.

## Sonstiges
- Bodiroga ist ein Großcousin von Dražen Petrović. Bodirogas Großmutter (väterlicherseits) war die Schwester von Petrovićs Großvater (väterlicherseits).[3]
- Zu Ehren Bodirogas schrieb die Serbische Musikgruppe Inspektor Blaza den Titel Sex, Droga I Bodiroga.